# Alford (Lincolnshire)

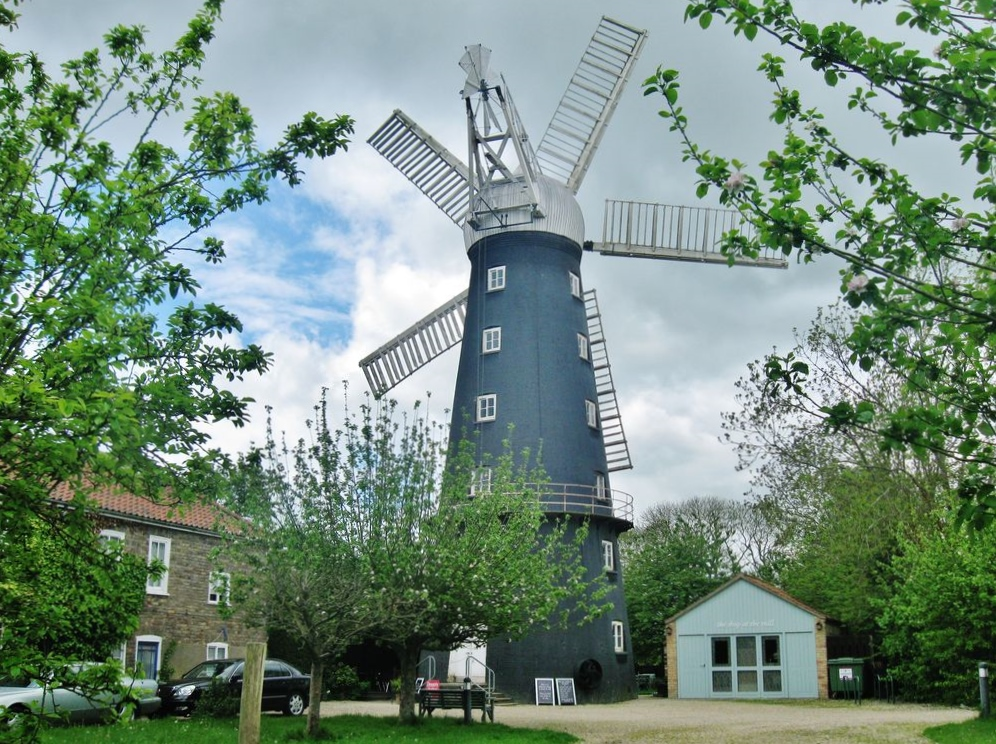
Windmühle mit fünf Segeln in Alford, Lincolnshire

Alford ist eine Landstadt im District East Lindsey der englischen Grafschaft Lincolnshire. Sie hat etwa 3500 Einwohner.

## Geografie
Alford befindet sich etwa 40 km Luftlinie südöstlich von Grimsby sowie 55 km östlich von Lincoln.

## Verkehr
Fünf Kilometer westlich von Alford verläuft die A-Straße A16 (Grimsby–Stamford), über die man in beide Richtungen Anschluss an das Fernstraßennetz vorfindet.
Die Stadt war eine Station an der im Zuge der Beeching-Axt 1970 stillgelegten East Lincolnshire Railway, die von Grimsby über Louth nach Boston führte.

## Persönlichkeiten
- John Smith (1580–1631), Söldner und Abenteurer
- Anne Hutchinson (1591–1643), Theologin
- Robert Parker, Baron Parker of Waddington (1857–1918), Jurist, Peer